# Poecilipta venusta
Poecilipta venusta är en spindelart som beskrevs av William Joseph Rainbow 1904. Poecilipta venusta ingår i släktet Poecilipta och familjen flinkspindlar.
Artens utbredningsområde är New South Wales. Inga underarter finns listade i Catalogue of Life.